# Splendor (film 1989)
Splendor – włosko-francuski dramat filmowy z 1989 roku w reżyserii Ettorego Scoli. W rolach głównych wystąpili Marcello Mastroianni, Marina Vlady i Massimo Troisi. Światowa premiera odbyła się 16 lutego 1989 roku.

## Fabuła
Głównymi bohaterami filmu są małżonkowie Jordan (Marcello Mastroianni) i Chantal (Marina Vlady), którzy wspólnie prowadzą kino o nazwie Splendor. Chantal jest kasjerką, a Luigi (Massimo Troisi) puszcza filmy. Jednak kino nie przynosi dochodów i ciągle pojawiają się same problemy. Wkrótce Jordan zmuszony jest sprzedać kino biznesmenowi Lo Fazio.

## Obsada
- Marcello Mastroianni jako Jordan
- Massimo Troisi jako Luigi
- Marina Vlady jako Chantal Duvivier
- Paolo Panelli jako Mr. Paolo
- Pamela Villoresi jako Eugenia
- Giacomo Piperno jako Lo Fazio[1]

## Produkcja
Zdjęcia kręcono w regionie Lacjum (w Arpino i w Rzymie).